# Mytilinidiaceae
Mytilinidiaceae es una familia de hongos del orden Mytilinidiales. La familia se encuentra distribuida ampliamente, particularmente en zonas templadas, y suelen ser saprófitos en tejido leñoso, especialmente las gimnospermas.

## Géneros
Actidium

Camaroglobulus

Lophium

Mytilinidion

Ostreichnion

Ostreola

Peyronelia

Quasiconcha

Taeniolella

Zoggium